# Lisa Loeb
Lisa Loeb (Dallas, 11 de março de 1968) é uma cantora, compositora, musicista, autora e atriz norte-americana. A sua carreira iniciou com o single "Stay (I Missed You)" (1994). Lisa foi a primeira artista a ter um single número um no Billboard Hot 100, sem estar ligada a um contrato discográfico. A canção foi incluída na banda sonora do filme Reality Bites, foi nomeado para um Grammy e arrecadou o Brit Award para Best International Newcomer.
Seus álbuns de estúdio incluem dois que foram consecutivamente certificados como ouro pela Recording Industry Association of America (RIAA): Tails e Firecracker. O trabalho de Loeb em filmes, televisão e dublagem inclui papéis especiais no final da temporada de Gossip Girl e dois episódios, incluindo o final de Fuller House, da Netflix. Ela também estrelou outras duas séries de televisão, Dweezil & Lisa, uma aventura culinária semanal para a Food Network que a apresentou ao lado de  Dweezil Zappa, e Number 1 Single na E! Entertainment Television. Ela também atuou em produções como House on Haunted Hill, Fright Night, Hot Tub Time Machine 2, e Helicopter Mom.

## Discografia
- 1992: Purple Tape
- 1995: Tails
- 1997: Firecracker
- 2002: Cake and Pie
- 2002: Hello Lisa
- 2003: Catch the Moon
- 2004: The Way It Really Is
- 2008: Camp Lisa
- 2012: No Fairy Tale